# Silverthorne (Colorado)
Silverthorne ist eine Town im Summit County des US-Bundesstaats Colorado. Die Einwohnerzahl beträgt 3887 (Stand: 2010), die Flächenausdehnung 8,3 km².
Silverthorne verdankt seinen Namen dem Richter „Hangin’ Judge Silverthorne“, der im späten 19. Jahrhundert für seine sehr strikte Auslegung der Gesetze berüchtigt war.
Von Denver aus ist Silverthorne über die Autobahn I-70 in einer guten Stunde bequem zu erreichen. Auf der gegenüberliegenden Seite der I-70 liegt die Ortschaft Dillon.